# Карољ Хедрих
Карољ Хедрих (мађ. Károly Hedrich; Суботица, 31. јул 1899 — ? Шпанија, 9. септембар 1936) био је шпански борац.
Из Мађарске је емигрирао 1921. у Краљевину Југославију и радио као металски радник. У Суботици је био члан Независних синдиката, радио у синдикату металских радника и у редакцији листа Szervezett munkás (Организациони радник).
Због револуционарне активности 1929. протеран је из земље и до 1936. живео је у Француској, делујући у КП Француске. 
Погинуо је у Шпанији као поручник Интернационалних бригада.